# (871) Амнерида
(871) Амнерида (лат. Amneris) — небольшой астероид главного пояса, который был открыт 14 мая 1917 года немецким астрономом Максом Вольфом в обсерватории Хайдельберг и назван в честь героини оперы итальянского композитора Джузеппе Верди — Аида.